# أوه سونغ آه
أوه سونغ آه (مواليد 13 سبتمبر 1988) هي ممثلة ومغنية كورية جنوبية عضوة في فرقة رينبو، عرفت بأدوارها في الدراما اليومية مثل الزوج الثاني (2021)، انتقام العروس (2022)، الزواج الثالث (2024).

## روابط خارجية
- أوه سونغ-اه على موقع IMDb (الإنجليزية)
- أوه سونغ-اه على موقع IMDb (الإنجليزية)
- أوه سونغ-اه على موقع ميوزك برينز (الإنجليزية)
- أوه سونغ-اه على موقع ديسكوغز (الإنجليزية)